# Данијел Малдини
Данијел Малдини (Милан, 11. октобар 2001) је професионални италијански фудбалер који игра на позицији полушпица, истуреног везног играча за Монцу, као позајмљени играч Милана.
Син је Паола Малдинија, бившег фудбалера и капитена Милана и манекенке из Венецуеле, Адриане Фосе. Његов деда је Чезаре Малдини такође бивши фудбалер Милана , док је његов старији брат Кристијан Малдини такође фудбалер, али нижелигашких клубова у Италији.
За Милан је дебитовао 2. фебруара 2020. године у првенственом мечу против Вероне, на којем је је заменио Самуела Кастиљеха.
Први наступ у Лиги шампиона уписао је 15. септембра 2021. године против Ливерпула.
Први гол за Милана постигао је у првенственом мечу 25. септембра 2021. године у победи росонера од 2 : 1 против Специје.
У дресу Милана освојио је титулу првака Италије у сезони 2021/22. па је тако постао трећа генерација играча из породице Малдини који је освајао Скудето у дресу Милана, после свог деде Чезареа и оца Паола Малдинија.